# Mestaruussarja 1988
La Mestaruussarja 1988 fu la settantanovesima edizione della massima serie del campionato finlandese di calcio, la cinquantottesima come Mestaruussarja. Il campionato, con il formato nuovamente a doppia fase e composto da dodici squadre, venne vinto dall'HJK per la seconda edizione consecutiva.

## Squadre partecipanti
| Club         | Città       | Stagione 1987               |
| ------------ | ----------- | --------------------------- |
| Haka         | Valkeakoski | 9º posto in Mestaruussarja  |
| HJK          | Helsinki    | Campione di Finlandia       |
| Ilves        | Tampere     | 4º posto in Mestaruussarja  |
| KePS         | Kemi        | 11º posto in Mestaruussarja |
| KuPS         | Kuopio      | 8º posto in Mestaruussarja  |
| Kuusysi      | Lahti       | 2º posto in Mestaruussarja  |
| MP           | Mikkeli     | 7º posto in Mestaruussarja  |
| OTP          | Oulu        | 1º posto in I divisioona    |
| PPT          | Pori        | 6º posto in Mestaruussarja  |
| Reipas Lahti | Lahti       | 10º posto in Mestaruussarja |
| RoPS         | Rovaniemi   | 5º posto in Mestaruussarja  |
| TPS          | Turku       | 3º posto in Mestaruussarja  |

## Prima fase

### Classifica finale
|  | Pos. | Squadra      | Pt | G  | V  | N  | P  | GF | GS | DR  |
|  | ---- | ------------ | -- | -- | -- | -- | -- | -- | -- | --- |
|  | 1.   | HJK          | 34 | 22 | 16 | 2  | 4  | 44 | 22 | +22 |
|  | 2.   | Kuusysi      | 29 | 22 | 12 | 5  | 5  | 48 | 25 | +23 |
|  | 3.   | Reipas Lahti | 27 | 22 | 9  | 9  | 4  | 39 | 29 | +10 |
|  | 4.   | RoPS         | 26 | 22 | 8  | 10 | 4  | 31 | 22 | +9  |
|  | 5.   | TPS          | 26 | 22 | 8  | 10 | 4  | 25 | 19 | +6  |
|  | 6.   | Haka         | 23 | 22 | 8  | 7  | 7  | 32 | 26 | +6  |
|  | 7.   | KePS         | 23 | 22 | 8  | 7  | 7  | 24 | 32 | -8  |
|  | 8.   | Ilves        | 20 | 22 | 7  | 6  | 9  | 31 | 38 | -7  |
|  | 9.   | MP           | 20 | 22 | 6  | 8  | 8  | 19 | 29 | -10 |
|  | 10.  | OTP          | 16 | 22 | 5  | 6  | 11 | 24 | 31 | -7  |
|  | 11.  | KuPS         | 14 | 22 | 3  | 8  | 11 | 18 | 30 | -12 |
|  | 12.  | PPT          | 6  | 22 | 0  | 6  | 16 | 21 | 53 | -32 |

Legenda:
      Ammesse alla fase per il titolo
      Ammesse alla fase per la salvezza
Note:
Due punti a vittoria, uno a pareggio, zero a sconfitta.

## Seconda fase

### Fase per il titolo
Alla fase per il titolo accedevano le squadre classificatesi dal primo al sesto posto della prima fase, portando tutti i punti conquistati al termine della prima fase.

#### Classifica finale
|  | Pos. | Squadra      | Pt | G  | V  | N  | P  | GF | GS | DR  |
|  | ---- | ------------ | -- | -- | -- | -- | -- | -- | -- | --- |
|  | 1.   | HJK          | 43 | 27 | 20 | 3  | 4  | 55 | 28 | +27 |
|  | 2.   | Kuusysi      | 34 | 27 | 14 | 6  | 7  | 57 | 30 | +27 |
|  | 3.   | RoPS         | 31 | 27 | 10 | 11 | 6  | 37 | 29 | +8  |
|  | 4.   | Reipas Lahti | 30 | 27 | 10 | 10 | 7  | 47 | 39 | +8  |
|  | 5.   | TPS          | 30 | 27 | 10 | 10 | 7  | 29 | 27 | +2  |
|  | 6.   | Haka         | 27 | 27 | 10 | 7  | 10 | 41 | 37 | +4  |

Legenda:
      Campione di Finlandia e ammessa alla Coppa dei Campioni 1989-1990
      Vincitore della Suomen Cup 1988 e ammessa in Coppa delle Coppe 1989-1990
      Ammessa in Coppa UEFA 1989-1990
Note:
Due punti a vittoria, uno a pareggio, zero a sconfitta.

### Fase per la salvezza
Alla fase per la salvezza accedevano le squadre classificatesi dal settimo al dodicesimo posto della prima fase, portando tutti i punti conquistati al termine della prima fase.

#### Classifica finale
|  | Pos. | Squadra | Pt | G  | V | N  | P  | GF | GS | DR  |
|  | ---- | ------- | -- | -- | - | -- | -- | -- | -- | --- |
|  | 1.   | KePS    | 28 | 27 | 9 | 10 | 8  | 29 | 38 | -9  |
|  | 2.   | MP      | 26 | 27 | 8 | 10 | 9  | 24 | 33 | -9  |
|  | 3.   | Ilves   | 25 | 27 | 8 | 9  | 10 | 40 | 47 | -7  |
|  | 4.   | OTP     | 23 | 27 | 7 | 9  | 11 | 32 | 36 | -4  |
|  | 5.   | KuPS    | 20 | 27 | 4 | 12 | 11 | 24 | 34 | -10 |
|  | 6.   | PPT     | 7  | 27 | 0 | 7  | 20 | 26 | 63 | -37 |

Legenda:
 Ammessa allo spareggio promozione-retrocessione
      Retrocessa in I divisioona
Note:
Due punti a vittoria, uno a pareggio, zero a sconfitta.

## Spareggio promozione/retrocessione
Lo spareggio promozione/retrocessione venne disputato dall'undicesima classificata in Mestaruussarja (il KuPS) e dalla seconda classificata in I divisioona (il MyPa). La vincente era ammessa alla Mestaruussarja 1989, mentre la perdente veniva ammessa alla I divisioona 1989.
|      | Risultati |      | Luogo e data |
| ---- | --------- | ---- | ------------ |
| KuPS | 2-1       | MyPa |              |
| MyPa | 2-2       | KuPS |              |
|      |           |      |              |